# Stephan Rudas
Stephan Rudas (* 27. Mai 1944 in Budapest; † 19. Juni 2010 in Wien) war ein österreichischer Facharzt für Psychiatrie und Neurologie und langjähriger Leiter des Instituts für Psychosoziale Forschung.

## Leben
Stephan Rudas wurde in Budapest geboren. Mit seinen Eltern übersiedelte er nach Wien, wo er das Gymnasium besuchte. Später studierte er Medizin und absolvierte die Ausbildung zum Facharzt für Psychiatrie.
Von 1973 bis 1986 arbeitete Rudas als beratender Arzt und Psychotherapeut für die Bewährungshilfe. Hauptberuflich arbeitete er von 1975 bis 1980 als Assistenzarzt an der Psychiatrischen Universitätsklinik.
Rudas wurde 1977 vom Wiener Gesundheitsstadtrat Alois Stacher zum Psychiatriebeauftragten der Stadt Wien ernannt. Ende der siebziger Jahre gestaltete er die Wiener Psychiatrie-Reform. Den daraus hervorgehenden Psychosozialen Dienst leitete er bis zu seiner Pensionierung Ende 2009.
Am 19. Jänner 2010 erhielt er aus Anlass des 30-jährigen Bestehens der Psychosozialen Dienste (PSD) und zur Verabschiedung aus seiner Spitzenposition die Auszeichnung Goldener Rathausmann.
Er ist Vater von zwei Kindern, einer Tochter und einem Sohn; seine Tochter Laura war Bundesgeschäftsführerin der SPÖ.
Stephan Rudas starb im Alter von 66 Jahren, nach einer längeren schweren Krankheit, und wurde am Döblinger Friedhof bestattet. Im Jahr 2011 wurde in Wien-Penzing (14. Bezirk) der Stephan-Rudas-Platz nach ihm benannt.

## Publikationen
- Wenn die Macht mächtig macht, 1980.
- Soziale und psychische Voraussetzungen für gesundes Leben in der Stadt, 1988.
- Macht Angst krank?, 1988.
- Prävention und Schutz vor Gewalt, 1993.
- Neue Aspekte in der Therapie psychisch Kranker, 1987, ISBN 978-3850762335.
- Stichworte zur Sozialpsychologie des Tabus, 1994.
- Österreich auf der Couch, Ueberreuter, 2001. ISBN 978-3800037919.
- Zur Befindlichkeit eines Landes, 2001.